# Вільне Життя
Ві́льне Життя — село в Україні, у Софіївській селищній громаді Криворізького району Дніпропетровської області, Україна.
Населення — 1 мешканець.

## Географія
Село Вільне Життя розташоване на лівому березі безіменної пересихаючої річечки, притоки річки Водяна. Нижче за течією на відстані 2,5 км розташоване село Олександро-Білівка.

## Населення

### Мова
Розподіл населення за рідною мовою за даними перепису 2001 року:
| Мова       | Відсоток |
| ---------- | -------- |
| українська | 100 %    |

1. ↑  Рідні мови в об'єднаних територіальних громадах України — Український центр суспільних даних